# Chaoui
I Chaoui sono un gruppo etnico berbero che vive principalmente nella regione di Aurès in Algeria. Si fanno chiamare Icawiyen (singolare Acawi) e parlano la lingua tashawit.

## Lingua
I Chaoui parlano la lingua tashawit, una varietà di berbero parlata nel massiccio montuoso dell'Aurès nel nordest dell'Algeria. La lingua tashawit è parlata soprattutto in queste zone: Batna, Souk Ahras, Khenchela, Oum-El-Bouaghi, Tébessa e Costantina.

## Religione
Secondo le fonti dello storico arabo Ibn Khaldun nel Medioevo, prima della conquista araba molte tribù dell'Aurès  praticavano la religione ebraica. Alla fine del VII secolo le tribù dell'Aurès vennero islamizzate dai Kharigiti. Oggi la maggior parte dei Chaoui praticano la religione musulmana.